# Springfield Township, Erie County, Pennsylvania
Springfield és un municipi del Comtat d'Erie, Pennsilvània, Estats Units. La població era 3,425 al cens del 2010.

## Geografia
El municipi de Springfield és a l'extrem occidental del comtat d'Erie, amb frontera al nord amb Llac Erie, a l'est amb el municipi de Girard, al sud amb el municipi de Conneaut, i a l'oest amb la ciutat de Conneaut, Ohio.
Segons l'Agència de Cens dels Estats Units, el municipi té una àrea total de 37.6 milles quadrades (97.5 km²), de les quals 37.4 milles quadrades (96.8 km²) són terra i 0.27 milles quadrades (0.7 km²), o 0.74%, són aigua.

## Història
La història antiga i el primer desenvolupament de Springfield va estar lligat a la construcció del canal d'Erie de Nova York a inicis del segle xix i el comerç que en va resultar. Un exemple notable del seu passat és el pas a través de Springfield per treballs relacionats amb el canal de James Hutchinson Woodworth, un antic pagès i mestre del comtat d'Onondaga, Nova York, mentre viatjava a l'oest cap a Chicago, on es va establir i va esdevenir-ne alcalde. William Blakely Holliday va tenir un impacte important sobre com el municipi va ser format. Va adquirir terra dels nadius americans el 1806 i fins que va posseir la majoria de les parts orientals i septentrionals del municipi. La família Holliday encara resideix al nord de Springfield.

## Demografia
Al cens de 2000 hi hi havia 3,378 persones, 1,253 llars, i 943 famílies que residien en al municipi. La densitat de població era 89.6 persones per milla quadrada (34.6/km²). Hi hi havia 1,462 unitats d'allotjament a una densitat mitjana de 38.8/sq mi (15.0/km²). La divisió racial del municipi era 97.87% blanc, 0.62% afroamericà, 0.21% nadiu americà, 0.27% asiàtic, 0.27% d'altres races, i 0.77% de dos o més races. Hispànics o llatinoamericans de qualsevol raça representaven el 0.56% de la població.
Hi hi havia 1,253 cases, de les quals 34.3% tenien nens menors d'edad, 59.9% eren parelles casades que vivien junts, 10.6% tenien una dona sense presència de marit, i 24.7% no eren famílies. 20.7% de totes les cases eren individuals, i el 8.0% tenien algú de 65 anys d'edad o més vivint sol. La mida de casa mitjana era 2.70 i la mida familiar mitjana era 3.11.
Al municipi la població era repartida, amb 26.7% sota l'edat de 18, 7.0% de 18 a 24, 29.3% de 25 a 44, 24.8% de 45 a 64, i 12.1% amb 65 anys o més. La mitjana d'edat era de 37 anys. Per cada 100 dones hi hi havia 101.8 homes. Per cada 100 dones de 18 anys o més hi havia 102.6 homes.
Els ingressos mitjos per casa eren de 39,872$, i els ingressos mitjans per família eren de 42,352$. Els homes van tenien uns ingressos mitjans de 36,491$ versus 21,786$ per dones. L'ingrés per capita pel township era 17,389$. Aproximadament 6.6% de famílies i 9.3% de la població estaven sota en llindar de pobresa, incloent 9.9% dels menors d'edat i 11.1% de 65anys o més.

## Persones notables
- Caleb C. Harris, Wisconsin physician i polític, va néixer al municipi.